# Сладкие белки
Сладкие белки — группа природных растительных белков, обладающих сладким вкусом. Выделяются преимущественно из семян и плодов тропических растений произрастающих в Африке и Азии. 

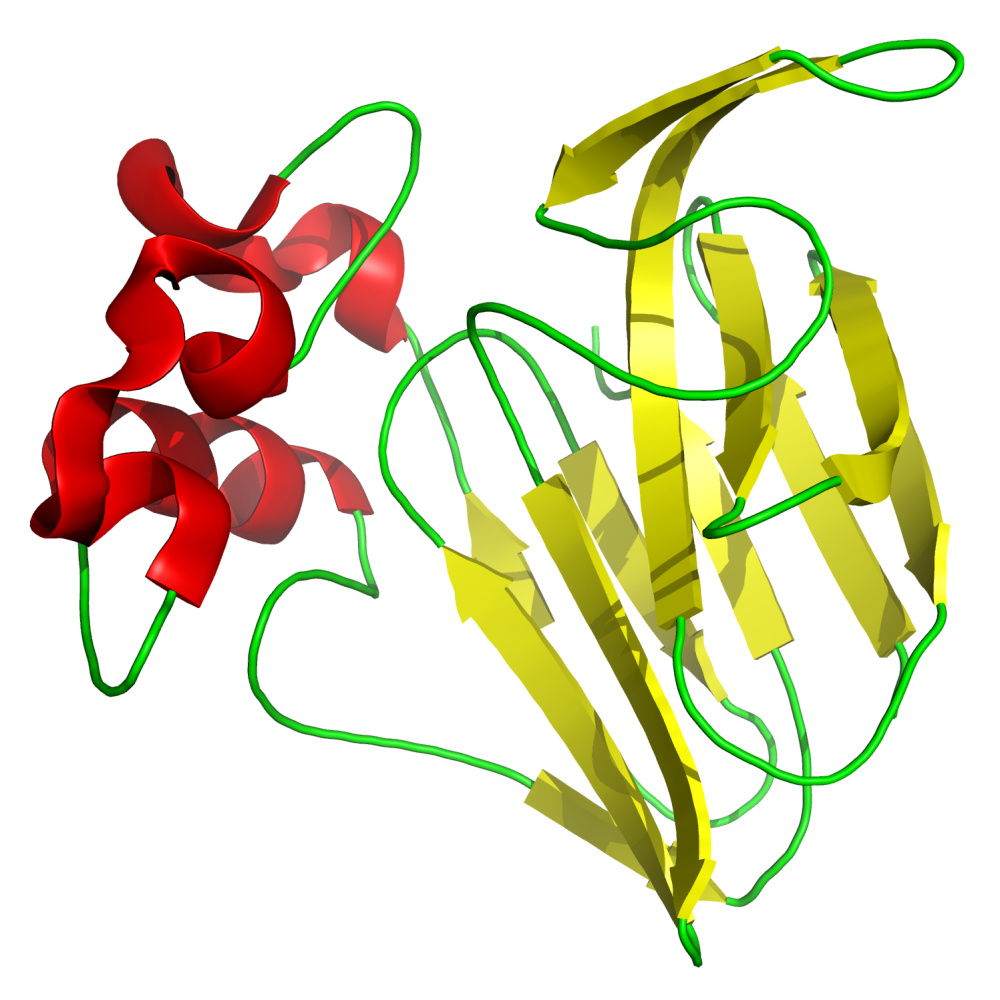
Структура белка тауматина I

Сладкие белки в 100-3000 раз слаще обычного сахара (сахароза) в пересчете на массу, при этом отличаются небольшой калорийностью. На текущий момент были идентифицированы семь белков сладкого вкуса, включая тауматин I и II (Ivengar, 1979), браззеин (Ming, D., Hellekant, G., 1994), мабинлин (Hu, Z., Min, H., 1983), монеллин (Inglett, G. E., May, J. F., 1969), куркулин (Yamashita H., 1990), пентадин (Morris JA, 1972), лизоцим (Maehashi, K., Udaka, S., 1998) и один белок, модифицирующий сладкий вкус — миракулин (Theerasilp S, Kurihara, 1988). За исключением лизоцима, который получают из яичного белка, остальные белки выделяют из тропических растений.

## Принцип действия
Сладкие белки взаимодействуют с теми же рецепторами к сладкому вкусу (T1R2/T1R3 рецепторы), что и обычные сахара. Рецепторы T1R2/T1R3, представляющие собой гетеродимер, принадлежат к семейству рецепторов, связанных с G-белком (GPCR). Эти рецепторы имеют несколько участков связывания и активируются во время присоединения к нему молекул вещества. Однако свойство связывания и место связывания с рецептором может быть разным у разных веществ. Это приводит к различному восприятию сладкого вкуса.

## Виды белков

### Тауматин
Тауматин – белок, выделенный из плодов растения Thaumatococcus daniellii Benth («сладкое молитвенное растение» или катемфе), которое распространено в жарких, влажных, прибрежных лесах в Западной Африке (Гана, Кот-д’Ивуар, Нигерия), а также в Судане, ЦАР, Индонезии. Естественная среда обитания растения– подлесок. Плоды растения применяются местными жителями для подслащивания кислых продуктов и пальмового вина. Стебель используется для плетения циновок, ловушек для рыбы и тд. Белок тауматин был описан в 1979 г.
Известны две формы белка и их аминокислотные последовательности: тауматин I и II. Согласно Базе данных структурной классификации белков для исследования последовательностей и структур (SCOP) тауматин I относится к осмотинам – белкам, которые растения синтезируют в ответ на грибковую инфекцию. Обе формы тауматина имеют по 207 аминокислотных остатка с относительной молекулярной массой 22 кДа и интенсивной сладостью.
Тауматин в 3000 раз слаще столового сахара (сахарозы) по массе, что наряду с монеллином делает его самым сладкими из натуральных подсластителей. Профиль вкуса тауматина отличается от сахара: ощущение сладкого вкуса наступает очень медленно, длится до получаса и имеет послевкусие лакрицы, что связано с взаимодействием с рецептором горького вкуса (T2Rs). Белок хорошо растворим в холодной воде, стабилен при нагревании, а также в кислой среде. Используется как (подсластитель), корректор и (усилитель вкуса). Тауматин одобрен к использованию в (Европейском союзе)  как подсластитель, в (России)как подсластитель, усилитель вкуса и аромата, в (США) как модификатор вкуса.

### Браззеин
Браззеин выделен из фрукта тропического растения Pentadiplandra brazzeana. Растение произрастает в (Африке), в (Габоне)и (Камеруне). Местное название оубли (от французского слова "j'oublie") в переводе означает «забыть», потому что его вкус помогает грудным детям забыть о молоке матери.
Браззеин представляет собой одноцепочечный полипептид из 54 аминокислотных остатков, среди которых содержится 8 (цистеиновых остатков). Его молекулярная масса составляет 6,5 kДа, что меньше, чем у тауматина (22,2), монеллина (10,7), куркулина (24,9) и мабинлина (12,4), пентадина (12,0), миракулина (98,4). Таким образом, браззеин является самым маленьким протеиновым подсластителем, обнаруженным на сегодняшний день.
Браззеин в 2000 раз слаще сахарозы, и считается наиболее близким по вкусу к обычному сахару. Белок имеет менее выраженное послевкусие и хорошо сочетается со стевией. Хорошо растворим в воде и переносит высокие температуры, что делает его перспективным для коммерческого использования.
По информации базы данных UniProt браззеин относится к группе дефензиноподобных белков, то есть обладает выраженной антимикробной и противогрибковой активностью . Вкус браззеина чисто сладкий без кислинки, солёности или горечи. В напитках он хорошо сочетается с лимонной кислотой с фосфатными системами. Браззеин повышает источник стабильность и улучшает вкусовые качества искусственных подсластителей ацесульфама-К и аспартама, уменьшает нежелательные оттенки вкуса стевии.

### Мабинлин
Мабинлин добывают из семян растения Capparis masaikai (местное название растения мабинланг), произрастающего в субтропических областях китайской провинции Юньнань. Полностью белок был описан в 1993 году. Растение представляет собой кустарник или лиану высотой до 7,5 метров и приносит плоды размером с теннисный мяч. Семена плодов Capparis masaikai используются в традиционной китайской медицине.
Всего известно 4 различных подтипа мабинлинов. Из них наиболее изучен мабинлин II. По сравнению с сахарозой мабинлин II примерно в 100 раз слаще при расчёте по массе. Мабинлин наиболее термостабилен из всех сладких белков. Он не теряет сладкий вкус по крайней мере в течение 48 часов при нагревании до температуры, близкой к температуре кипения.

### Монеллин
Монеллин обнаружили в красных ягодах растения Dioscoreophyllum cumminsii, таксономически связанного со сладким картофелем и произрастающего в Западной Африке. Из-за неожиданно интенсивного сладкого вкуса, открыватели назвали плоды «ягодами интуиции». Позднее было установлено, что сладким вкусом ягоды и подземные клубни обязаны белку, который был назван в честь компании, где трудились исследователи — Monell Chemical Senses Center. Они сообщили, что сладость моннелина по отношению к сахарозе составляет 3000:1 по массе.
Монеллин состоит из двух неидентичных субъединиц из 42 и 50 аминокислотных остатков, называемые А и В соответственно, которые не связаны ковалентно, но удерживаются вместе вторичными силами. Сладость монеллина проявляется только цельной недиссоциированной молекулой, тогда как отдельные субъединицы не обладают сладким вкусом. Он теряет свою способность вызывать сладкий вкус при 50 °C и при кислом рН.

### Куркулин
Куркулин выделен в 1990 году из плодов Curculigo latifolia, произрастающего в Малайзии. Куркулин представляет собой димер полипептида с молекулярной массой 12 000 Да и состоит из 114 аминокислотных остатков. Куркулин примерно в 550 р слаще сахара. После употребления куркулина чистая вода приобретает сладкий вкус, а кислые вещества вызывают сильное ощущение сладости. Это единственный одновременно сладкий и модифицирующий вкус белок, способный превращать кислый вкус в сладкий: например вкус лимона — во вкус апельсина. Куркулин нестабилен, разрушается при температуре 50 ℃.

### Миракулин
Ягоды растения Synsepalum dulcificum, кустарника, произрастающего в Западной Африке, были впервые описаны европейцами в 1725 году, как превращающие кислые на вкус вещества в сладкие. Выделили миракулин в 1988 году. Название миракулин происходит от английского слова miracle — чудо, так как плод, в котором содержится вещество, называется miracle fruit – чудесный фрукт.
Миракулин состоит из 191 аминокислотного остатка, приблизительная молекулярная масса 24 600. Нативная форма миракулина представляет собой тетрамер, связанный несколькими дисульфидными связями. Сам он не обладает сладким вкусом, но может изменить кислый вкус на сладкий, как и куркулин.

### Пентадин
Белок пентадин был выделен в 1972 году из растения Pentadiplandra brazzeana Baillon (вьющийся кустарник, распространённый в некоторых тропических африканских странах (в том числе Габон). В пересчёте на массу подслащивающая способность составляет примерно в 500 раз больше, чем у сахарозы и по качественным характеристикам напоминает монеллин, но сладкий вкус очень непродолжительный.

## Влияние на здоровье
Плоды тропических растений, обладающие сладким вкусом использовались в пищу местными жителями с древнейших времён. Было установлено, что сладкие растительные белки имеют низкую калорийность, их можно использовать как натуральные, низкокалорийные подсластители людьми, страдающими от заболеваний, связанных с потреблением сахара, например, при ожирении, диабете и для профилактики этих заболеваний. На текущий момент нет доказательств негативного влияния сладких белков на здоровье.

## Применение сладких белков
В последние десятилетия избыточное потребление сахара стало глобальной проблемой для здоровья людей. Доказана связь повышения потребления сахара и риском ожирения, сахарного диабета 2 типа, сердечно-сосудистых заболеваний, кариеса и многих других заболеваний. ВОЗ призывает уменьшать потребление сахара до уровня менее 5 % от общей суточной калорийности. Поэтому потребность общества и производителей пищевых продуктов в низкокалорийных сахарозаменителях остаётся актуальной.
Сладкие растительные белки метаболизируются в организме как протеины, они в тысячи раз слаще сахара, обладают низкой калорийностью, поэтому имеют огромный потенциал, чтобы заменить сахар в продуктах и напитках. Получение этих веществ возможно из природных источников, но у данного метода имеется ограничение — в первую очередь недостаток сырья. В этой связи для получения белков в промышленных масштабах разрабатываются и применяются различные методы с использованием биоинженерных технологий.